# Megacentro Cultural Holoteca
O Megacomplexo Cultural Holoteca da Cognópolis, também Centro Cultural Holoteca, ou simplesmente Megacentro Holoteca, é um espaço cultural a ser construído em Foz do Iguaçu, que abrigará salas de exposiçoes, um teatro-auditório coberto, palco externo para eventos ao ar livre, uma holoteca e área de alimentação.
O projeto foi assinado em setembro de 2008[carece de fontes?] e entregue por volta do mesmo ano pelo arquiteto Oscar Niemeyer e, segundo divulgado, já está em execução desde o começo de 2012.

## Consolidação do projeto e finalidade

Vista de cima do desenho de Niemeyer, para o edifício principal do complexo.

O projeto foi desenvolvido gratuitamente por Oscar Nienmeyer, por intercessão de Maria Estela Kubitschek. Também participam do projeto de construção o diretor-geral Jorge Samek e o engenheiro José Carlos Sussekind.
A construção do Megacentro Holoteca tem como propósito expandir o acervo da atual Holoteca e inserir esta no contexto turístico de Foz do Iguaçu, como oferta de cultura e conhecimento gratuitos, transformando o bairro Cognópolis, em contraste às Cataratas do Iguaçu, em um polo turístico e cultural de repercussão a nível nacional.
A Holotecologia - Revista do Megacentro Cultural Holoteca foi lançada em 2013, visa divulgar o projeto e fornecer informações a respeito do significado e alcance da Holoteca.

### Avaliação e custos
Segundo divugado, será necessário arrecadar entre 13 milhões e 20 milhões de R$, para a relaização da obra. A FIAT também apresentou interesse em patrocinar a construção.

### Acervo
Atualmente a holoteca conta com mais de 2 mil títulos de filmes e documentários relacionados a pesquisa dos fenômenos conscienciológicos. 85 mil obras estão disponíveis para pesquisa, num total de 690 mil artefatos do saber.

#### Histórico
Em 1996 o médico e pesquisador Waldo Vieira teve seu acervo doado a holoteca e ao holociclo, totalizando um total de 600 mil ítens, entre livros, periódicos e outros objetos. Na época ele já possuía uma das maioroes bibliotecas sobre estudos da consciência e experiência fora do corpo. O acervo cresceu aos poucos através de trabalho volutário e doações.
O advogado César Cordioli também doou uma coleção de selos para o acervo, segundo divulgado, avaliada em 1 milhão de US$.

## Dados e estrutura do projeto

Projeto de Niemeyer: Vista frontal e lateral dos recintos cobertos.

| Área do terreno: 25 mil m2 Área construida: 4,5 mil m2 Biblioteca pública Teatro-Auditório multiuso (coberto), para cerca de 700 pessoas Palco externo para eventos ao ar livre, para até 10 mil pessoas Sala de leitura com acesso à internet Sala de exposição permanente JK | Sala de exposição permanebnte Oscar Nienmeyer Sala de exposição multicultural Salas multiuso Holoteca: exposições permanentes e itinerantes Área para futura ampliação da Holoteca Paisagismo Área de alimentação Estacionamento |